# Pseudoscopelus australis
Pseudoscopelus australis és una espècie de peix de la família dels quiasmodòntids i de l'ordre dels perciformes.

## Descripció
El cos, allargat, fa 17 cm de llargària màxima. 7-10 espines i 23-26 radis tous a les dues aletes dorsals i 23-26 radis tous a l'anal. Aletes pectorals curtes i amb 10-13 radis tous i pelvianes amb 5. Presència de dents a la llengua. Absència, normalment, de branquiespines diminutes al primer arc branquial. Mandíbula superior curta. Ossos cranials amb la part superior prima. 36 vèrtebres. Línia lateral no interrompuda.

## Hàbitat i distribució geogràfica
És un peix marí i demersal (entre 250 i 1.250 m de fondària), el qual viu a les aigües subtropicals i temperades del sud dels oceans Atlàntic, Índic (30°E-80°E; 45°S -30°N i 77°E-150°E; 55°S-24°N, incloent-hi Tasmània i Austràlia Occidental) i Pacífic.

## Observacions
El seu índex de vulnerabilitat és de baix a moderat (28 de 100).